# Tage Kilander
Erik Tage Eugén Kilander, född den 24 juli 1902 i Ullene församling, Skaraborgs län, död  den 8 augusti 1991 i Växjö, var en svensk ämbetsman.
Kilander avlade studentexamen 1921 och juris kandidatexamen vid Stockholms högskola 1926. Han genomförde tingstjänstgöring i Askims, Hisings och Sävedals domsaga 1926–1928. Kilander blev länsnotarie i Göteborgs och Bohus län 1928. Han var länsassessor i Kronobergs län 1945–1959 och landssekreterare där 1959–1968. Kilander blev riddare av Nordstjärneorden 1955 och kommendör av samma orden 1965. Han vilar i sin familjegrav på Västra kyrkogården i Göteborg.